# 窄叶乳菀
窄叶乳菀（学名：Aster angustissima）是菊科紫菀属的植物。分布于俄罗斯、蒙古以及中国大陆的新疆等地，生长于海拔900米的地区，见于干旱草地，目前尚未由人工引种栽培。